# Річкові монітори типу «Марієтта»
Монітори типу «Марієтта» - два річкові монітори, закладені влітку 1962 року для ВМС США під час Громадянської війни. Будівництво було повільним, значною мірою через брак працівників. Кораблі не вдалося добудувати до завершення бойових дій. Монітори одразу були виведені у резерв та продані 1873 без офіційного включення до складу флоту.
Конструктивно нагадували монітор «Озарк», мали аналогічне озброєння у вигляді двох одинадцятидюймових гармат Дальгрена, розміщених у єдиній башті спереду. Вони мали здвоєні труби, характерні для пароплавів на Міссісіпі.